# Icariomimus drouhardi
Icariomimus drouhardi är en stekelart som beskrevs av André Seyrig 1932. Icariomimus drouhardi ingår i släktet Icariomimus och familjen brokparasitsteklar. Inga underarter finns listade i Catalogue of Life.